# キョンヒャンゲームズ
『キョンヒャンゲームズ』（경향게임스）は、大韓民国で発売されている週刊誌。2001年に創刊されたキョンヒャンゲームズは、大韓民国初のゲーム専門週刊誌で、2020年に創刊19周年を迎えた。時事ジャーナルによるメディア影響力評価で、2008年、2009年、2010年にゲーム部門で1位に選ばれた。